# Mesadenus affinis
Mesadenus affinis är en orkidéart som först beskrevs av Charles Schweinfurth, och fick sitt nu gällande namn av Leslie Andrew Garay. Mesadenus affinis ingår i släktet Mesadenus och familjen orkidéer. Inga underarter finns listade i Catalogue of Life.